# 施展熊
施展熊（1944年—），汉族，中华人民共和国政治人物、第十一届全国政协委员。
担任香港大寰有限公司董事长。2008年，当选第十一届全国政协委员，代表特邀香港人士，分入第五十二组。